# Schlammcatchen

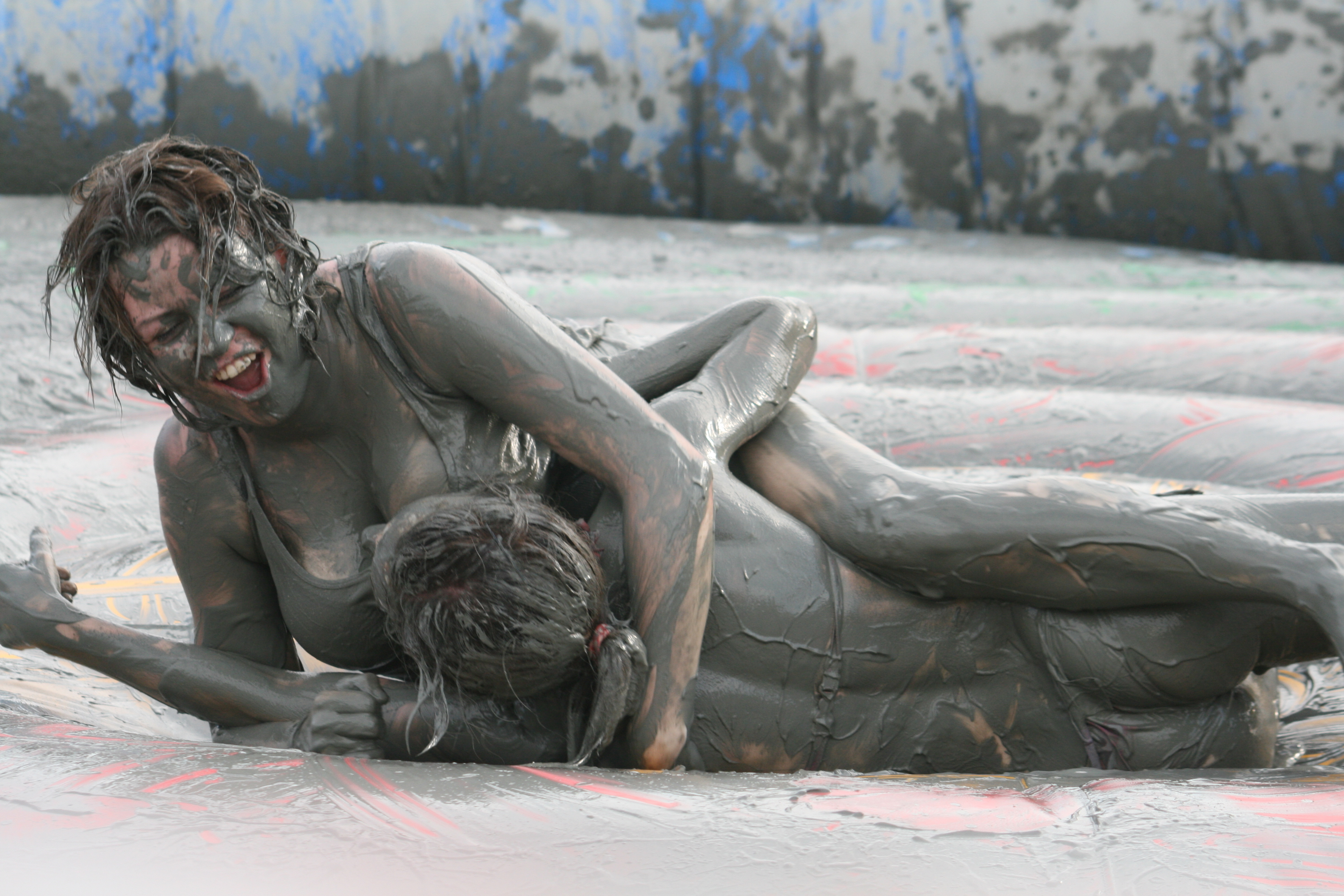
Schlammringkampf zweier Frauen

Schlammcatchen (auch: Schlammringen) ist eine Form des Ringkampfes, die zumeist von Frauen ausgeübt wird. In der erotischen Variante dieser Showsportart sind die Kämpferinnen nackt oder nur leicht bekleidet.

## Geschichte
Der erste Schlammringkampf als Show, die binnen kürzester Zeit derartig populär wurde, dass sie sich über die gesamten Vereinigten Staaten verbreitete, ereignete sich vermutlich im Chippendale’s, einem Nachtclub in Los Angeles. Die Entstehung sei einem Zufall zu verdanken. Der Nachtclub veranstaltete unter anderem Auftritte männlicher Tänzer, zu denen ausschließlich weibliches Publikum zugelassen war. Nachdem zwei Frauen während des Kartenverkaufes in einen Streit geraten sein sollen, kam es infolgedessen zu Handgreiflichkeiten. Im Verlauf der Auseinandersetzung seien sie über nasses Gras und Schlamm gerollt. Einer der Besitzer des Nachtclubs soll eine große Begeisterung beobachtet haben, welche dieser Kampf bei den Schlangestehenden fand. Daraufhin wurden Frauen-Ringkämpfe im Schlamm ein fester Programmpunkt im Chippendale’s sowie bald darauf auch in anderen Clubs und Bars im Großraum Los Angeles. Schlammcatchen fand nach dem Zweiten Weltkrieg auch den Weg in die westlichen Besatzungszonen Deutschlands. In verschiedenen Großstädten wurden Frauen-Catchen und Schlammringkämpfe geboten, welche mit Vorliebe von Angehörigen der US-amerikanischen und britischen Besatzungstruppen besucht wurden. Seit den 1990er-Jahren erfreuen sich derartige Showkämpfe auch in Ostmitteleuropa sowie Ostasien einer gewissen Popularität.
Siehe: Catfight

## Hintergrund
Zu einer sachlichen Annäherung an das Thema muss Abstand von der Annahme genommen werden, dass Ringkämpfe, wie das olympische Ringen, stets auf einer Matte ausgetragen werden. Volkstümliche Ringkämpfe haben fast immer im Freien stattgefunden, wie etwa das österreichische Ranggeln oder das Schwingen in der Schweiz. Der traditionelle türkische Öl-Ringkampf findet ebenfalls auf einer Wiese statt. In indischen Ringkampfstätten, den akharas, werden alljährlich feine Erde von den Feldern sowie Wasser auf der Kampffläche aufgebracht. Sich in der Erde anzustrengen und von Schweiß und Schlamm durchtränkt zu werden, führe dazu, dass sich der Ringer belebt und gekräftigt fühle. Darüber hinaus erscheine der Teint der Haut wie Gold. Im antiken Griechenland wurde auf Sand gerungen. In der Palästra, wahrscheinlich im überdachten Teil, befand sich jedoch auch eine Schlammgrube (gr. peloma). Sie spielte wohl eine wichtige Rolle im Training der Athleten, indem sie Kraft und Geschick, einen Gegner festzuhalten, vergrößerte. Außerdem nahmen antike Ärzte an, der Kontakt mit dem Schlamm habe eine heilsame Wirkung.
In der Regel scheint sich das Interesse an modernen Schlamm-Ringkämpfen auf ein mehrheitlich männliches Publikum zu beschränken. Bei Forschungen über diese Thematik stellte sich allerdings heraus, dass mehr Frauen als angenommen schon einmal einem solchen Kampf als Zuschauerinnen beiwohnten oder sogar selbst daran teilgenommen hätten. Ein Erklärungsversuch für diese Faszination ist, dass die Körper der meist leicht bekleideten Ringerinnen durch die Feuchtigkeit des Schlammes außergewöhnlich betont werden. Schlammcatchen hat somit eine bewusst optische Qualität, welche einen physischen Wettkampf zwischen Frauen zusätzlich erotisiert. Ernsthafter Ringkampf ist jedoch nur in Ausnahmefällen möglich. Daher sollte es als ein zu reinen Unterhaltungszwecken dienender Kampfsport betrachtet werden, welcher vor allem in Discotheken, Stripclubs oder auf Musikfestivals ausgeübt wird.